# Slijmvlies
Een slijmvlies (mucosa) is een dunne laag lichaamscellen of epitheel, dat de lichaamsholte van verschillende organen bekleedt. Slijmvliezen produceren slijm ter bescherming van het orgaan, en zorgen, met name in de luchtpijp, voor de afvoer van ongewenste stoffen uit het lichaam.
Een voorbeeld bij veel diersoorten is het maagslijmvlies aan de binnenzijde van de maag; als de slijm-aanmaak stopt begint het maagzuur de eigen maagwand te verteren. Ook de binnenzijde van de luchtpijp van veel zoogdieren bevat slijmvlies, dat dient om ingeademde deeltjes af te vangen, en om ingeademde lucht te bevochtigen, om zo de luchtpijp voor uitdroging te behoeden. Daarnaast brengen epitheelcellen in deze slijmvliezen, met behulp van trilharen aan hun oppervlak, het opgevangen vuil naar de keelholte waar het wordt opgehoest.
Ook de menselijke darmen, geslachtsorganen en de slokdarm bevatten slijmvliezen. Veel amfibieën en vissen hebben slijmvliezen op de huid, die soms ook gif produceren.